# شماره‌های تلفن در ایران

## شماره‌های خطوط ثابت

نقشه پیش شماره‌های تلفن ثابت به تفکیک استان

- برای شماره‌گیری یک شماره از خط ثابت به خط ثابت دیگری در همان استان، تنها شماره محلی هشت رقمی مقصد موردنیاز است.
- برای شماره‌گیری یک شماره از خط ثابت به خط ثابت دیگری در استان دیگر، یک ۰(صفر) به همراه کد دو رقمی استان مقصد و شماره محلی هشت رقمی مقصد موردنیاز است.
- برای شماره‌گیری یک شماره از خط ثابت به تلفن همراه، یک ۰ به همراه کد سه رقمی اپراتور تلفن همراه و شماره مقصد موردنیاز است.
- برای شماره‌گیری یک شماره از تلفن همراه به خط ثابت، یک ۰ به همراه کد دو رقمی استان مقصد و شماره محلی هشت رقمی مقصد موردنیاز است.
- برای شماره‌گیری یک شماره از تلفن همراه به تلفن همراه دیگری، یک ۰ به همراه کد سه رقمی اپراتور تلفن همراه و شماره مقصد موردنیاز است.

### شرکت مخابرات ایران IR-TCI
آشنای اول نام تجاری شرکت ارتباطات ثابت ایران است که زیر مجموعه شرکت مخابرات ایران می‌باشد. شرکت مخابرات ایران که بیش ۹۸ درصد شماره‌های تلفن ثابت ایران را در اختیار دارد، در سال‌های اخیر نام تجاری آشنای اول را برای خود برگزید. هرچند که نام تجاری آشنای اول در میان مردم چندان شهرتی پیدا نکرد و مردم این شرکت را با نام خودش یعنی مخابرات ایران می‌شناسند.

#### کد استان‌ها پس از اجرای طرح همسان سازی
طرح هم‌کد سازی خطوط تلفن ثابت ایران، با هم‌کدسازی خطوط استان تهران در آذرماه ۱۳۹۰ آغاز شد و پس از سه سال، با همکدسازی همه استان‌ها به پایان رسید. آخرین استانی که همکدی در آن اجرا شد، استان ایلام بود که همکدسازی آن در تاریخ ۱۳ آذر ۱۳۹۳ به انجام رسید. در واقع پس از اجرای این طرح، به جای اینکه هر شهرستان دارای یک پیش‌شماره تلفن راه دور باشد، هر استان دارای یک پیش‌شماره تلفن راه دور است و برای شماره‌گیری تلفن ثابت یک شهرستان به شهرستان دیگری در همان استان، نیازی به گرفتن پیش‌شماره نمی‌باشد. در حال حاضر تماسهای بین شهری Emir Tanhanدر تلفن ثابت ایران معنا ندارد و تماسها یا درون استانی یا برون استانی هستند.
| کد  | نام استان           |
| --- | ------------------- |
| ۰۴۱ | آذربایجان شرقی      |
| ۰۴۴ | آذربایجان غربی      |
| ۰۴۵ | اردبیل              |
| ۰۳۱ | اصفهان              |
| ۰۲۶ | البرز               |
| ۰۸۴ | ایلام               |
| ۰۷۷ | بوشهر               |
| ۰۲۱ | تهران               |
| ۰۳۸ | چهارمحال و بختیاری  |
| ۰۵۶ | خراسان جنوبی        |
| ۰۵۱ | خراسان رضوی         |
| ۰۵۸ | خراسان شمالی        |
| ۰۶۱ | خوزستان             |
| ۰۲۴ | زنجان               |
| ۰۲۳ | سمنان               |
| ۰۵۴ | سیستان و بلوچستان   |
| ۰۷۱ | فارس                |
| ۰۲۸ | قزوین               |
| ۰۲۵ | قم                  |
| ۰۸۷ | کردستان             |
| ۰۳۴ | کرمان               |
| ۰۸۳ | کرمانشاه            |
| ۰۷۴ | کهگیلویه و بویراحمد |
| ۰۱۷ | گلستان              |
| ۰۱۳ | گیلان               |
| ۰۶۶ | لرستان              |
| ۰۱۱ | مازندران            |
| ۰۸۶ | مرکزی               |
| ۰۷۶ | هرمزگان             |
| ۰۸۱ | همدان               |
| ۰۳۵ | یزد                 |

#### پیش‌شماره شهرستان‌ها پس از اجرای همکدسازی
پس از اجرای طرح همکدسازی برای همه شهرستان‌های درون یک استان، کد ثابت اختصاص داده شده است. رقم‌های اول سمت چپ یک شماره تلفن، نشان دهنده شهرستان مربوط می‌باشد. برای نمونه، در خراسان رضوی، اگر سه رقم اول یک شماره تلفن ۳۴۶ باشد، آن شماره مربوط به شهرستان فریمان است.

##### خراسان رضوی
پیش‌شماره شهرستان‌های خراسان رضوی (به جز مشهد)، با یک کد سه رقمی در ابتدای شماره، تعیین می‌شود.
| شهرستان     | پیش‌شماره                                     |
| ----------- | -------------------------------------------- |
| مشهد        | ۳۲، ۳۳، ۳۵، ۳۶، ۳۷ و ۳۸                      |
| بینالود     | ۳۴۲ و ۳۴۳                                    |
| سرخس        | ۳۴۵                                          |
| فریمان      | ۳۴۶                                          |
| کلات        | ۳۴۷                                          |
| نیشابور     | ۴۲، ۴۳۲، ۴۳۳، ۴۳۴ و ۴۳۸                      |
| فیروزه      | ۴۳۵، ۴۳۶ و ۴۳۷                               |
| سبزوار      | ۴۴۱، ۴۴۲، ۴۴۳، ۴۴۴، ۴۴۵، ۴۴۶، ۴۴۷، ۴۴۸ و ۴۵۵ |
| داورزن      | ۴۴۹ و ۴۵۹                                    |
| خوشاب       | ۴۵۰ و ۴۵۱                                    |
| جوین        | ۴۵۲، ۴۵۳ و ۴۵۴                               |
| جغتای       | ۴۵۶ و ۴۵۷                                    |
| چناران      | ۴۶۱ و ۴۶۳                                    |
| درگز        | ۴۶۲، ۴۶۴، ۴۶۶ و ۴۶۸                          |
| قوچان       | ۴۷۲، ۴۷۳، ۴۷۴، ۴۷۵ و ۴۷۷                     |
| تربت حیدریه | ۵۲۲، ۵۲۳، ۵۲۴، ۵۳۲، ۵۳۳، ۵۳۴ و ۵۳۵           |
| تربت جام    | ۵۲۵، ۵۲۶، ۵۲۷، ۵۲۸ و ۵۲۹                     |
| زاوه        | ۵۳۶، ۵۳۷، ۵۳۸ و ۵۳۹                          |
| خواف        | ۵۴۱، ۵۴۲، ۵۴۳، ۵۴۴ و ۵۵۷                     |
| تایباد      | ۵۴۵ و ۵۴۶                                    |
| باخرز       | ۵۴۶، ۵۴۸ و ۵۴۹                               |
| کاشمر       | ۵۵۱، ۵۵۲، ۵۵۳، ۵۵۸ و ۵۵۹                     |
| بردسکن      | ۵۵۴، ۵۵۵ و ۵۵۶                               |
| رشتخوار     | ۵۶۲، ۵۶۳، و ۵۶۴                              |
| بجستان      | ۵۶۵ و ۵۶۶                                    |
| مه ولات     | ۵۶۷، ۵۶۸ و ۵۶۹                               |
| گناباد      | ۵۷۲، ۵۷۳، ۵۷۴ و ۵۷۵                          |
| خلیل‌آباد    | ۵۷۷ و ۵۷۸                                    |

##### اصفهان
پیش شماره‌های تلفن ثابت شهرستان‌های استان اصفهان (به جز شهر اصفهان) با یک کد سه رقمی در ابتدای شماره تعیین می‌شود. برخی از پیش شماره‌های سه رقمی به بیش از یک شهرستان اختصاص یافته‌اند که در جدول به صورت مورب نشان داده می‌شوند.
| شهرستان          | پیش‌شماره                                            |
| ---------------- | --------------------------------------------------- |
| اصفهان           | ۳۲٬۳۴٬۳۵٬۳۶٬۳۳۲٬۳۳۳٬۳۳۸٬۳۷۳٬۳۷۷٬۳۷۸٬۳۷۹٬۴۶۴٬۴۶۵٬۴۶۶ |
| خمینی شهر        | ۳۳۶٬۳۳۵٬۳۳۷                                         |
| فلاورجان         | ۳۷۲٬۳۷۴٬۳۷۵٬۳۷۶                                     |
| نجف آباد         | ۴۲۲،۴۲۳،۴۲۴،۴۲۵،۴۲۶،۴۲۷                             |
| تیران و کرون     | ۴۲۲،۴۲۳،۴۲۵،۴۲۷                                     |
| شاهین شهر و میمه | ۴۵۲٬۴۵۳،۴۵۴،۴۵۶٬۴۵۷٬۴۵۸                             |
| برخوار           | ۴۵۴                                                 |
| نایین            | ۴۶۲                                                 |
| خور و بیابانک    | ۴۶۳                                                 |
| لنجان            | ۵۲۲،۵۲۳،۵۲۴،۵۲۵،۵۲۶                                 |
| مبارکه           | ۵۲۳،۵۲۴،۵۲۵،۵۲۶                                     |
| شهرضا            | ۵۳۲٬۵۳۴،۵۳۵                                         |
| دهاقان           | ۵۳۳٬۵۳۷                                             |
| سمیرم            | ۵۳۵،۵۳۶                                             |
| اردستان          | ۵۴۲،۵۴۳،۵۴۴                                         |
| نطنز             | ۵۴۲،۵۴۳                                             |
| آران و بیدگل     | ۵۴۲،۵۴۵٬۵۴۶                                         |
| کاشان            | ۵۵۲٬۵۵۳٬۵۵۴٬۵۵۵٬۵۵۶٬۵۵۷                             |
| فریدن            | ۵۷۲،۵۷۳،۵۷۶                                         |
| خوانسار          | ۵۷۲،۵۷۷                                             |
| گلپایگان         | ۵۷۲،۵۷۳،۵۷۴                                         |
| بویین و میاندشت  | ۵۷۴،۵۷۵                                             |
| فریدونشهر        | ۵۷۵۹                                                |
| چادگان           | ۵۷۷                                                 |

### تلفن ثابت آسیاتک AsiaTech
در سال‌های اخیر شرکت انتقال داده‌های آسیاتک نیز با دریافت مجوز ارتباطات ثابت از سازمان تنظیم مقررات و ارتباطات رادیویی ایران، اقدام به راه اندازی سرویس تلفن ثابت بر بستر IP و نسل جدید شبکه تلفن ثابت موسوم به NGN نموده است. این اپراتور ارتباطات ثابت پیش شماره‌های اختصاصی خود می‌باشد که مجزای شماره‌های شرکت مخابرات ایران است. البتّه برای شماره‌گیری شماره‌های این شرکت هم از همان پیش‌شماره راه دور استان‌ها که در شماره‌های مخابرات ایران رایج است استفاده می‌شود. آسیا تک دو نوع اشتراک به مشترکان خود ارائه می‌دهد که یکی از آن‌ها برای خط‌های با قابلیت جابجایی درون استانی (تغییر مکان خط نه حرکت مانند شبکه موبایل و ارتباطات سیار) و دیگری با قابلیت جابجایی کشوری می‌باشد. پیش شماره‌های مورد استفاده برای این دو نوع خط متفاوت است.
| قالب شماره آسیاتک   | نوع اشتراک (قابلیت جابجایی درون استانی یا کشوری) | استان‌های مورد پشتیبانی                                                                            |
| ------------------- | ------------------------------------------------ | ------------------------------------------------------------------------------------------------- |
| ۹۱۰۱xxxx + کد استان | درون استانی                                      | تهران، اصفهان، فارس، خراسان رضوی، آذربایجان شرقی، البرز، خوزستان، مازندران، گیلان، سمنان و گلستان |
| ۹۱۳۰xxxx + کد استان | درون استانی                                      | تهران، فارس، البرز                                                                                |
| ۹۰۰۰xxxx + بدون کد  | کشوری                                            | کشوری                                                                                             |
| ۰۹۴۲۲۰x xxx         | کشوری                                            | کشوری                                                                                             |

### سایر اپراتورهای تلفن ثابت در ایران
با برنامه وزارت ارتباطات و فناوری اطلاعات مبنی بر توسعه رقابت در زمینه ارتباطات ثابت و سیار و تقویت بخش خصوصی در این زمینه، به بیشتر شرکت‌هایی که قبلاً با مجوز PAP در زمینه اینترنت ADSL فعّال بودند، مجوز شبکه ارتباطات ثابت یا FCP داده شد تا بتوانند در زمینه کلیه ارتباطات ثابت فعّال باشند و رقابت در این زمینه شکل بگیرد. این شرکت‌ها با مجوز مذکور قادر خواهند بود به‌طور جداگانه اقدام به ایجاد شبکه فیبر نوری نموده و نسبت به واگذاری خطوط اقدام نمایند. پیش‌شماره‌هایی نیز توسّط سازمان تنظیم مقررات و ارتباطات رادیویی ایران به شرکت‌های مذکور واگذار شده است. تاکنون شرکت آسیاتک اقدام به ایجاد شبکه به صورت محدود نموده است؛ و اپراتور ارتباطات ثابت شاتل هم سرویس تلفن ثابت را هم برای استفاده خانگی در قالب سرویس شاتل تاک خانگی و شاتل تاک ویژه برج‌ها و مجتمع‌ها ارایه می‌کند و هم سرویس تلفن ثابت ویژه سازمان‌ها با عنوان شاتل تاک سازمانی ارایه می‌کند که از طریق این سرویس شرکت‌ها و سازمان‌ها بزرگ می‌توانند بدون محدودیت از خدمات تلفن ثابت شاتل استفاده کنند. سایر شرکت‌ها فعلاً با مساعدت وزارت ارتباطات در حال ادغام خود با یکدیگر هستند تا بتوانند با شرکت مخابرات ایران در زمینه ایجاد شبکه‌های ارتباط ثابت به رقابت بپردازند. این بدان مفهوم است که در آینده نه چندان دور سر شماره‌ها و پیش شماره‌های بیشتری در ارتباطات ثابت ایران وجود خواهد داشت. به دلیل اینکه این سر شماره‌ها هنوز فعال نشده یا تخصیص داده نشده‌اند، فعلاً در این لیست آورده نشده‌اند.

## پیش شماره‌ اپراتور‌های تلفن ثابت (بجز شرکت مخابرات)
| نام اپراتور      | پیش شماره استانی | استان‌های تحت پوشش                                                                         |
| ---------------- | ---------------- | ----------------------------------------------------------------------------------------- |
| شاتل             | ۹۱۰۰             | کل کشور                                                                                   |
| آسیاتک           | ۹۱۰۱             | کل کشور                                                                                   |
| صبانت            | ۹۱۰۲             | تهران، البرز، خراسان رضوی، اصفهان                                                         |
| فناپ تلکام       | ۹۱۰۳             | تهران، خوزستان، گیلان، البرز، اصفهان، آذربایجان شرقی، فارس، یزد، مازندران، هرمزگان، همدان |
| افرانت           | ۹۱۰۵             | تهران                                                                                     |
| های وب           | ۹۱۰۶             | تهران                                                                                     |
| رسپینا           | ۹۱۰۷             | تهران                                                                                     |
| فن آوا           | ۹۱۰۸             | تهران                                                                                     |
| پیشگامان         | ۹۱۰۹             | تهران، یزد، خراسان رضوی، هرمزگان، بوشهر، کرمان، اصفهان، فارس                              |
| مبنا تلکام       | ۹۱۲۰             | تهران، خراسان رضوی                                                                        |
| مبنا تلکام       | ۹۱۲۱             | تهران، خراسان رضوی                                                                        |
| آسیاتک           | ۹۱۳۰             | تهران، بوشهر، البرز، فارس                                                                 |
| آسیاتک           | ۹۱۳۱             | کل کشور                                                                                   |
| شاتل             | ۹۱۳۲             | تهران                                                                                     |
| پارسیان          | ۹۱۳۳             | تهران، مازندران، خوزستان، گیلان، البرز، اصفهان، آذربایجان شرقی، فارس، یزد، هرمزگان، همدان |
|                  | ۹۱۳۴             | تهران                                                                                     |
| مبین نت          | ۹۱۴۹             | تهران                                                                                     |
| ماهان نت         | ۹۱۵۱             | تهران                                                                                     |
| تک نت            | ۹۱۵۵             | تهران، خراسان رضوی                                                                        |
| ماکس نت          | ۹۱۵۶             | آذربایجان شرقی، آذربایجان غربی، اردبیل                                                    |
| خلیج فارس آنلاین | ۹۱۵۷             | تهران، بوشهر، فارس                                                                        |
| پتیاک            | ۹۱۵۹             | تهران                                                                                     |
| افرا رسا         | ۹۱۶۲             | تهران                                                                                     |
| آترین نت         | ۹۱۶۴             | تهران                                                                                     |
| فرا تلکام        | ۹۱۶۶             | کرمان                                                                                     |
| آریا سامانه      | ۹۱۶۹             | تهران، البرز، خراسان رضوی، فارس، آذربایجان شرقی                                           |
|                  | ۹۱۷۴             | تهران، اصفهان                                                                             |
| سپنتا            | ۹۱۷۸             | تهران، خراسان رضوی، یزد                                                                   |
| رسپینا           | ۹۲۰۰             | تهران                                                                                     |
| پیشگامان         | ۹۲۰۹             | تهران                                                                                     |
|                  | ۹۲۱۰             | البرز                                                                                     |
| وینکس            | ۹۳۱۱             | تهران                                                                                     |
| کوه نور          | ۹۵۰۱             | اصفهان، مرکزی                                                                             |
| آریان رسانه پارس | ۹۵۱۱             | تهران                                                                                     |
| رسانه مهر وطن    | ۹۶               | تهران                                                                                     |

## پیش شماره‌های Toll-Free
پیش شماره ۹۰۰۰ متعلق به شرکت آسیاتک برای استفاده کسب و کار‌ها بدون نیاز به کد با تلفن ثابت و تلفن همراه در دسترس و فعال می‌باشد.

## پیش شماره‌های خدماتی
پیش شماره ۰۹۶ برای استفاده خدماتی بدون نیاز به کد با تلفن ثابت و تلفن همراه در دسترس و فعال می‌باشد.

## پیش شماره‌های تلفن همراه
۳ اپراتور سراسری و ۱ اپراتور منطقه‌ای تلفن همراه در ایران وجود دارد که در زیر فهرست شده است. سایر پیش‌شماره‌ها مربوط به اپراتورهای مجازی تلفن همراه (MVNO) است. پیش‌شماره همه اپراتورهای مجازی در ایران با ۰۹۹۸ یا ۰۹۹۹ آغاز می‌شود.

### همراه اول MCI
اوّلین سری پیش‌شماره واگذار شده همراه اوّل که تقریباً تاریخ تلفن همراه ایران با آن آغاز شد، ۰۹۱۱ بود که اولین سری پیش شماره‌های تلفن همراه در ایران هم محسوب می‌شود. بعد از اتمام پیش‌شماره ۰۹۱۱ شرکت ارتباطات سیار ایران در سال ۱۳۸۰ مبادرت به توزیع سیم کارت با پیش‌شماره ۰۹۱۳ نمود. دلیل انتخاب پیش‌شماره ۰۹۱۳ بعد از ۰۹۱۱ مشخص نمی‌باشد. در دی ماه ۱۳۸۲ طی یک فراخوان و به جهت منطقه سازی پیش شماره‌های همراه اول، فرمت شماره گذاری به 091x تغییر کرد. به‌طور مثال منطقه یک به صورت ۰۹۱۱ و منطقه ۲ به صورت ۰۹۱۲ و …
پیش شماره ۰۹۱۲ که مربوط به استان تهران است، دارای بیشترین تعداد مشترک است و پیش شماره ۰۹۱۵ بیشترین پوشش مناطق کشور را به خود اختصاص داده است. هر پیش‌شماره به یک یا چند استان اختصاص داده شده است. بعضی سالها وقتی شماره‌های لازم برای یک استان دچار کمبود میشد، ممکن بود همراه اول پیش شماره استان دیگری را هم در آن استان بفروشد. مثلا پیش شماره ۰۹۱۶ استان خوزستان و لرستان در بعضی سالها در استان فارس هم فروخته شد. البتّه پیش شماره‌های ۰۹۱۰، ۰۹۹۰، ۰۹۹۱، ۰۹۹۲، ۰۹۹۳، ۰۹۹۴ و ۰۹۹۶ از این قاعده مستثنی هستند و سراسری (کشوری) می‌باشند. البته اینکه شخصی دارای سیمکارت با پیش شماره یک منطقه باشد، الزاما مشخص کننده محل سکونت وی نیست. زیرا سالها است که بسیاری از مردمی که در تهران زندگی نمیکنند، به دلایل مختلفی مانند تصور پرستیژ اجتماعی بیشتر یا شغل و... شماره‌های همراه اول با پیش شماره‌های ۰۹۱۲ که معمولا مربوط به تهران است را تهیه میکنند. در سالهای اخیر و پس از اشباع بازار تلفن همراه در ایران، خود همراه اول از طریق فروشگاه اینترنتی و وبسایت خودش به آدرس https://shop.mci.ir امکان خرید شماره با پیش شماره هر منطقه‌ای را برای همه ایرانیها بدون توجّه به محل سکونتشان فراهم کرده است. به همین دلیل بسیاری از افراد ممکن است به دلایل مختلفی مانند رند بودن شماره‌های یک منطقه دیگر، خطی با پیش شماره یک استان دیگر را تهیه کنند، بدون آنکه حتّی یکبار به آن منطقه سفر کرده باشند. در واقع سالها است که عملاً پیش شماره‌های خطوط همراه اول هم مانند سایر اپراتورهای تلفن همراه ایران بصورت منطقه‌ای نیست و سراسری میباشد. حتّی تعرفه‌های مکالمه در همراه اول هم چندین سال است که مانند ایرانسل بصورت کشوری یکسان میباشد و از حالت منطقه ای خارج شده است.
در رابطه با پیش‌شماره ۰۹۱۰ نیز شرکت همراه اول در ابتدا با تعریف نوع جدیدی از سیم کارت دائمی با مبلغ ودیعه کمتر از سیم کارتهای دائمی رایج و محدودیت هزینه قبض شروع به توزیع سیم کارت دائمی جدید با پیش‌شماره 0910x نمود که برای هر منطقه از کد همان منطقه در حرف x استفاده کرد. به‌طور مثال در استان مازندران با فرمت ۰۹۱۰۱ یا در استان تهران با فرمت ۰۹۱۰۲. سپس با ورود سیم کارت همراه اول اعتباری] در سال ۱۳۸۶ و عدم استقبال از سیم کارت دائمی از سیم کارتهای ۰۹۱۰ برای سیم کارتهای اعتباری نیز استفاده نمود. 

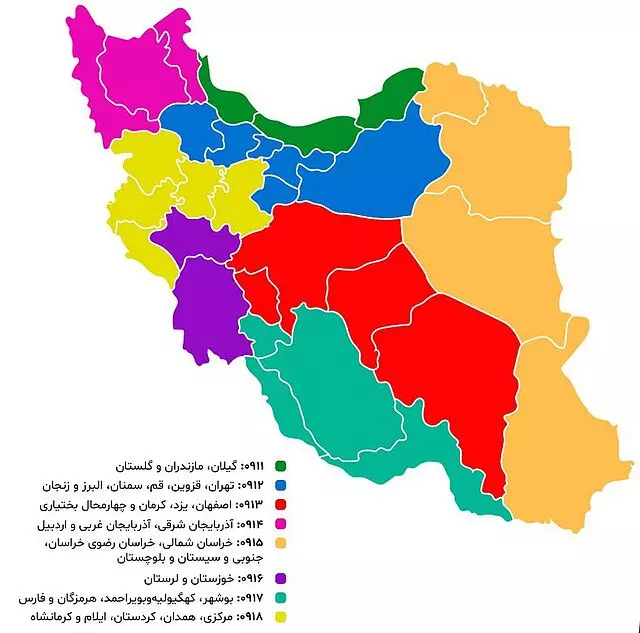
Mci.ir

| پیش‌شماره همراه اول | استان اصلی     | استان‌های استفاده‌کننده از پیش‌شماره استان اصلی  | نوع اشتراک (دائمی یا اعتباری)   |
| ------------------ | -------------- | --------------------------------------------- | ------------------------------- |
| ۰۹۱۰               | سراسری         | کل کشور                                       | دائمی و اعتباری                 |
| ۰۹۱۱               | مازندران       | گلستان و گیلان                                | دائمی و اعتباری                 |
| ۰۹۱۲               | تهران          | سمنان، زنجان، قم، ساوه، البرز، قزوین          | دائمی                           |
| ۰۹۱۳               | اصفهان         | یزد، کرمان، چهارمحال و بختیاری                | دائمی و اعتباری                 |
| ۰۹۱۴               | آذربایجان شرقی | آذربایجان غربی و اردبیل                       | دائمی و اعتباری                 |
| ۰۹۱۵               | خراسان رضوی    | خراسان شمالی، خراسان جنوبی، سیستان و بلوچستان | دائمی و اعتباری                 |
| ۰۹۱۶               | خوزستان        | لرستان و فارس                                 | دائمی و اعتباری                 |
| ۰۹۱۷               | فارس           | بوشهر، کهگیلویه و بویر احمد، هرمزگان          | دائمی و اعتباری                 |
| ۰۹۱۸               | همدان          | کردستان، ایلام، کرمانشاه، مرکزی               | دائمی و اعتباری                 |
| ۰۹۱۹               | سراسری         | کل کشور                                       | اعتباری                         |
| ۰۹۹۰               | سراسری         | کل کشور                                       | اعتباری                         |
| ۰۹۹۱               | سراسری         | کل کشور                                       | دائمی و اعتباری                 |
| ۰۹۹۲               | سراسری         | کل کشور                                       | اعتباری                         |
| ۰۹۹۳               | سراسری         | کل کشور                                       | اعتباری                         |
| ۰۹۹۴               | سراسری         | کل کشور                                       | اعتباری (سیمکارت کودک انارستان) |
| ۰۹۹۶               | سراسری         | کل کشور                                       | اعتباری                         |

| ردیف  | استان               | پیش‌شماره‌ها                               |
| ----- | ------------------- | ---------------------------------------- |
| ۱     | آذربایجان غربی      | ۰۹۱۴                                     |
| ۲     | آذربایجان شرقی      | ۰۹۱۴                                     |
| ۳     | اردبیل              | ۰۹۱۴                                     |
| ۴     | اصفهان              | ۰۹۱۳                                     |
| ۵     | البرز               | ۰۹۱۲                                     |
| ۶     | ایلام               | ۰۹۱۸                                     |
| ۷     | بوشهر               | ۰۹۱۷                                     |
| ۸     | تهران               | ۰۹۱۲                                     |
| ۹     | چهارمحال و بختیاری  | ۰۹۱۳                                     |
| ۱۰    | خراسان جنوبی        | ۰۹۱۵                                     |
| ۱۱    | خراسان رضوی         | ۰۹۱۵                                     |
| ۱۲    | خراسان شمالی        | ۰۹۱۵                                     |
| ۱۳    | خوزستان             | ۰۹۱۶                                     |
| ۱۴    | زنجان               | ۰۹۱۲                                     |
| ۱۵    | سمنان               | ۰۹۱۲                                     |
| ۱۶    | سیستان و بلوچستان   | ۰۹۱۵                                     |
| ۱۷    | فارس                | ۰۹۱۷، ۰۹۱۶                               |
| ۱۸    | قزوین               | ۰۹۱۲                                     |
| ۱۹    | قم                  | ۰۹۱۲                                     |
| ۲۰    | کردستان             | ۰۹۱۸                                     |
| ۲۱    | کرمان               | ۰۹۱۳                                     |
| ۲۲    | کرمانشاه            | ۰۹۱۸                                     |
| ۲۳    | کهگیلویه و بویراحمد | ۰۹۱۷                                     |
| ۲۴    | گلستان              | ۰۹۱۱                                     |
| ۲۵    | گیلان               | ۰۹۱۱                                     |
| ۲۶    | لرستان              | ۰۹۱۶                                     |
| ۲۷    | مازندران            | ۰۹۱۱                                     |
| ۲۸    | مرکزی               | ۰۹۱۲، ۰۹۱۸                               |
| ۲۹    | هرمزگان             | ۰۹۱۷                                     |
| ۳۰    | همدان               | ۰۹۱۸                                     |
| ۳۱    | یزد                 | ۰۹۱۳                                     |
| کشوری | کشوری               | ۰۹۱۰، ۰۹۹۰، ۰۹۹۱، ۰۹۹۲، ۰۹۹۳، ۰۹۹۴، ۰۹۹۶ |

#### تالیاTaliya
تالیا اولین اپراتور ارائه دهنده سیم کارت های اعتباری تلفن همراه به صورت سراسری در ایران بود.این اپراتور موبایل پس از ناکامی در جذب مشترک و عدم توسعه شبکه رادیویی و زیرساخت‌ها پس از فروش به  همراه اول ، از سال ۱۳۹۵ به صورت اپراتور مجازی نوع دوم  بر روی شبکه همراه اول به فعالیت خود ادامه می دهد  و در حال حاضر این اپراتور مجازی تلفن همراه تنها سیم‌کارت‌های اعتباری ارائه می‌دهد.
از اقدامات شرکت گسترش ارتباطات تالیا پس از تبدیل شدن به اپراتور مجازی تلفن همراه می توان به ارائه بسته‌های اینترنت بر روی شبکه های نسل ،5G,4G,3G,2G ،راه اندازی  مدیریت حساب کاربری مشترکین تالیای من ،راه اندازی سامانه خرید شارژ و بسته اینترنت فروشگاه آنلاین تالیا) و فروش سیم کارت های رند تالیا  نام برد.تعداد مشترکان فعال تالیا در سال‌های اخیر به شدّت افت کرده است. شماره‌های تالیا تقسیم‌بندی منطقه‌ای ندارند.
| پیش‌شماره تالیا | نوع اشتراک (دائمی یا اعتباری) |
| -------------- | ----------------------------- |
| ۰۹۳۲           | اعتباری                       |

#### ایرانسلIrancell
ایرانسل دوّمین اپراتور بزرگ تلفن همراه بعد از همراه اول در ایران است. شماره‌های ایرانسل منطقه بندی ندارند. امّا این شماره‌ها بر اساس نوع اشتراک دائمی و اعتباری تقسیم‌بندی می‌شوند. هرچند که بیش از ۹۰ درصد مشترکان و شماره‌های ایرانسل از نوع اعتباری هستند، امّا ایرانسل این امکان را به مشترکان اعتباری خود می‌دهد که با حفظ شماره و پرداخت تفاوت قیمت سیمکارت اعتباری و دائمی، خط خود را به نوع دائمی تبدیل کنند. به همین دلیل ممکن است برخی از شماره‌های ایرانسل از نوع اعتباری به نظر بیایند ولی در واقع دائمی‌باشند که این موضوع تنها با بررسی پرونده خط یا شماره‌گیری کد دستوری مربوط به خطوط دائمی امکان‌پذیر است. البتّه ایرانسل پیش‌شماره ۰۹۰۰ خود را متمایز کرده و تنها به خطوط دائمی اختصاص داده است. اولین سری سیمکارت‌های ایرانسل با پیش‌شماره ۰۹۳۵ به مشترکان واگذار شد. پس از آن سایر پیش‌شماره‌هایی که با سر شماره ۰۹۳x آغاز می‌شدند به مشترکان اعتباری واگذار شد. البته در این میان پیش‌تر، سه پیش‌شماره ۰۹۳۱، ۰۹۳۲ و ۰۹۳۴ به ترتیب به اپراتور منطقه‌ای اسپادان، اپراتور سراسری تالیا و اپراتور منطقه‌ای تله‌کیش تخصیص داده شده بودند.
تا سال ۱۳۹۶، پیش‌شماره‌های ایرانسل شامل ۰۹۰۱، ۰۹۰۲، ۰۹۰۳، ۰۹۳۰، ۰۹۳۳، ۰۹۳۵، ۰۹۳۶، ۰۹۳۷، ۰۹۳۸ و ۰۹۳۹ بود که در اواخر سال پیش‌شماره ۰۹۰۵ نیز افزوده شد
.
از آبان ۱۴۰۰ پیش‌شمارهٔ ۰۹۰۰ نیز به جمع پیش‌شماره‌های این اپراتور افزوده شد.
| پیش‌شماره ایرانسل | نوع اشتراک (دائمی یا اعتباری)                            |
| ---------------- | -------------------------------------------------------- |
| ۰۹۳۰             | دائمی و اعتباری                                          |
| ۰۹۳۳             | دائمی و اعتباری                                          |
| ۰۹۳۵             | دائمی و اعتباری                                          |
| ۰۹۳۶             | دائمی و اعتباری                                          |
| ۰۹۳۷             | دائمی و اعتباری                                          |
| ۰۹۳۸             | دائمی و اعتباری                                          |
| ۰۹۳۹             | دائمی و اعتباری                                          |
| ۰۹۰۰             | دائمی                                                    |
| ۰۹۰۱             | دائمی و اعتباری                                          |
| ۰۹۰۲             | دائمی و اعتباری                                          |
| ۰۹۰۳             | دائمی و اعتباری                                          |
| ۰۹۰۴             | دائمی و اعتباری (قبلاً به‌عنوان سیم‌کارت کودک استفاده می‌شد) |
| ۰۹۰۵             | دائمی و اعتباری                                          |
| ۰۹۴۱             | TD-LTE                                                   |

#### رایتلRighTel
رایتل سومین اپراتور تلفن همراه ایران است. این شرکت خطهای خود را تنها بر اساس نوع اشتراک آن دسته‌بندی کرده است. پیش‌شماره ۰۹۲۰ رایتل به خط‌های دائمی اختصاص دارد. هرچند که رایتل هم امکان تبدیل خط‌های اعتباری خود را به دائمی با تفاوت قیمت خطهای اعتباری و دائمی، فراهم کرده است. به همین دلیل ممکن است خطی با پیش شماره‌های دیگر رایتل باشد و به نظر برسد که اعتباری است امّا در واقع دائمی باشد.
| پیش‌شماره رایتل | نوع اشتراک (دائمی یا اعتباری) |
| -------------- | ----------------------------- |
| ۰۹۲۰           | دائمی                         |
| ۰۹۲۱           | دائمی و اعتباری               |
| ۰۹۲۲           | دائمی و اعتباری               |
| ۰۹۲۳           | دائمی و اعتباری               |

### اپراتورهای منطقه‌ای تلفن همراه

#### اسپادان MTCE (منحل شده)
اسپادان نام تجاری شرکت مخابرات سیار اصفهان است زیر مجموعه شرکت مخابرات استان اصفهان می‌باشد و یک اپراتور منطقه‌ای است و تنها در استان اصفهان فعالیت می‌کند. این شرکت تنها اشتراک اعتباری ارائه می‌دهد. تعداد مشترکان اسپادان در سال‌های اخیر به شدّت کاهش یافته بود و این اپراتور تقریباً غیر فعّال شده بود. در حال حاضر اپراتور اسپادان منحل شده و به عنوان اپراتور تلفن همراه فعالیت نمی‌کند. امّا پیش‌شماره ۰۹۳۱ همچنان بلاتکلیف بوده و به شرکت دیگری واگذار نشده است.
| پیش‌شماره اسپادان | نوع اشتراک (دائمی یا اعتباری) |
| ---------------- | ----------------------------- |
| ۰۹۳۱             | اعتباری                       |

#### تله‌کیش TeleKish(TKC)
اپراتور منطقه‌ای جزیره کیش که با نام تجاری تله‌کیش فعّالیت می‌کند، تنها اشتراک دائمی را به مشترکان خود ارائه می‌کند.
| پیش‌شماره تله‌کیش | نوع اشتراک (دائمی یا اعتباری) |
| --------------- | ----------------------------- |
| ۰۹۳۴۷۶          | دائمی                         |

### های وب HIWEB
های وب با ارایه سیم کارت 4G روستایی با پیش شماره ۰۹۹۵ اینترنت را در مناطق روستایی فراهم کرده است ،همچنین فروش این نوع سیم کارت ها در قالب سیم کارت MVNO  های وب به شکل اپراتور مجازی آغاز شده است.این نوع سیم کارت ها تنها امکان استفاده از اینترنت را برای کاربران فراهم می سازد.
در مناطق روستایی پوشش مستقل شبکه LTE  های وب و در مناطق خارج از پوشش شبکه 4G FD-LTE ایرانسل اینترنت کاربران را تامین خواهد کرد.

### اپراتورهای مجازی تلفن همراه

#### شاتل موبایل Shatel Mobile
شاتل موبایل نام تجاری شرکت توسعه ارتباطات همراه شاتل است که زیر مجموعه گروه شرکت‌های شاتل می‌باشد. شاتل موبایل در تاریخ ۱۱ شهریور ۹۶ به‌عنوان نخستین اپراتور مجازی نوع اول تلفن همراه کشور (Full MVNO) و تنها شش ماه پس از صدور پروانه از سازمان تنظیم مقررات و ارتباطات رادیویی وارد بازار ارتباطات کشور شد. این اپراتور مجازی در حال حاضر تنها اشتراک اعتباری را با پیش‌شماره ۰۹۹۸ به مشترکان خود ارائه می‌دهد. در آغاز کار و در اولین سری واگذاری‌ها، صرفاً پیش‌شماره ۰۹۹۸۱۰ و ۰۹۹۸۱۱ برای کسانی که می‌خواستند ثبت نام کنند، در دسترس بود. اما اکنون از پیش شماره های اعلام شده در جدول زیر در دسترس است. شاتل موبایل در مرحله اول شماره‌های کد یک پیش‌شماره ۰۹۹۸ را واگذار نمود. همچنین در آخرین سند طرح شماره گذاری(Numbering Plan) ایران که به اتحادیه جهانی مخابرات ارسال شده، پیش شماره های ۰۹۹۸۱ و ۰۹۹۸۲ ذکر شده است.
| پیش‌شماره شاتل موبایل | نوع اشتراک (دائمی یا اعتباری) |
| -------------------- | ----------------------------- |
| ۰۹۹۸۱                | اعتباری                       |
| ۰۹۹۸۲                | اعتباری                       |

#### اسمارت کام Smartcomm
اسمارت کام نام تجاری شرکت همراه هوشمند آینده است. این اپراتور مجازی در حال حاضر اشتراک دائمی و اعتباری را به مشترکان خود ارائه می‌کند.
| پیش‌شماره اسمارت کام | نوع اشتراک (دائمی یا اعتباری) |
| ------------------- | ----------------------------- |
| ۰۹۹۸۸               | دائمی و اعتباری               |

#### لوتوس‌تل LotusTel
لوتوس‌تل نام تجاری شرکت پارسیان همراه لوتوس است که زیر مجموعه شرکت تجارت الکترونیک پارسیان می‌باشد. این اپراتور مجازی تنها اشتراک اعتباری را به مشترکان خود ارائه می‌دهد.
| پیش‌شماره لوتوس‌تل | نوع اشتراک (دائمی یا اعتباری) |
| ---------------- | ----------------------------- |
| ۰۹۹۹۰            | اعتباری                       |

#### آپتل APTEL
آپتل نام تجاری شرکت تجاری نگین ارتباطات آوا (نگین تل) که پس از ادغام با آذرتل با نام آپتل فعالیت می‌کند. این اپراتور مجازی در حال حاضر اشتراک دائمی و اعتباری را به مشترکان خود ارائه می‌کند.
| پیش‌شماره آپتل | نوع اشتراک (دائمی یا اعتباری) |
| ------------- | ----------------------------- |
| ۰۹۹۹۱         | دائمی و اعتباری               |

#### فناپ موبایل Fanap Mobile
فناپ موبایل نام تجاری شرکت توسعه فناوری ارتباطات نوین همراه است که زیر مجموعه شرکت فناوری اطلاعات و ارتباطات پاسارگاد آریان (فناپ) می‌باشد. این اپراتور مجازی دو نوع اشتراک دائمی و اعتباری را ارائه می‌دهد.
| پیش‌شماره فناپ تل | نوع اشتراک (دائمی یا اعتباری) |
| ---------------- | ----------------------------- |
| ۰۹۹۹۲            | دائمی و اعتباری               |

#### آرین‌تل ArianTel
شرکت ارتباطات آرین‌تل به عنوان یکی از شرکت‌های زیرمجموعه گروه آرین با سهامداران ایرانی و خارجی است.
| پیش‌شماره آرین تل | نوع اشتراک (دایمی و اعتباری) |
| ---------------- | ---------------------------- |
| ۰۹۹۹۸            | دائمی، اعتباری، دیتا         |

#### سامانتل SamanTel
سامانتل نام تجاری شرکت کیش سل پارس است که زیر مجموعه شرکت پرداخت الکترونیک سامان کیش می‌باشد. این اپراتور مجازی دو نوع اشتراک دائمی و اعتباری را ارائه می‌دهد.
| پیش‌شماره سامانتل | نوع اشتراک (دائمی یا اعتباری) |
| ---------------- | ----------------------------- |
| ۰۹۹۹۹            | دائمی و اعتباری               |

#### انارستان
سیمکارت انارستان نام تجاری شرکت ارتباطات سیار هوشمند امین است که زیر مجموعه شرکت توسعه مدیریت راهبردی امین در زمینه اپراتور مجازی با تمرکز بر سرویس‌های ویژه گروه سنّی کودک و نوجوان و دانش آموزان می‌باشد. که در سال ۱۳۹۶ اولین سیم کارت انارستان ارائه شد این اپراتور مجازی تنها اشتراک اعتباری به مشترکان خود ارائه می‌دهد. انارستان علاوه بر سیم‌کارت‌های با پیش‌شماره اپراتور مجازی خودش، سیم‌کارت‌های انارستان همراه اول را هم به فروش می‌رساند که در حال حاضر این سیم کارت رایگان و بدون هیچ هزینه ای ارائه می‌شود که همان سیمکارت‌های اعتباری با پیش شماره‌های اپراتور همراه اول می‌باشد امّا سرویس‌های انارستان بر روی آن فعّال شده است. این سیم کارت امکان استفاده از اینستاگرام، تلگرام، واتساپ و غیره پلفرم‌های خارجی را ندارد.
| پیش‌شماره انارستان | نوع اشتراک (دائمی یا اعتباری) |
| ----------------- | ----------------------------- |
| ۰۹۹۴              | اعتباری                       |

علاوه بر این مزیت ها،یک مزیت دیگری هم دارد.
اگر کودک به سن ۱۸ سالگی برسد با حفظ شماره،سیم کارت انارستان به سیم کارت اعتباری عادی تغییر می کند و کودکی که به سن قانونی رسیده است می تواند با مراجعه به دفتر پیشخوان سیم کارتی که قبل از ۱۸ سالگی به نام والد بود به نام خود تغییر دهد.

## اپراتورهایپیامکانبوه
- پیش‌شماره ۱۰۰۰ - شرکت رهیاب رایانه گستر
- پیش‌شماره ۲۰۰۰ - شرکت آتیه داده پرداز
- پیش‌شماره ۳۰۰۰ - شرکت مگفا (مرکز گسترش فناوری اطلاعات)
- پیش‌شماره ۴۰۴۰۴۰ - سامانه دولتی
- پیش‌شماره ۵۰۰۰۱ - شرکت رهیاب پیام گستران
- پیش‌شماره ۵۰۰۰۲ - شرکت راهکار سرزمین هوشمند
- پیش‌شماره ۵۰۰۰۴ - شرکت ارمغان راه طلایی
- پیش‌شماره ۶۰۶۰۶۰ - سامانه دولتی
- پیش‌شماره ۷۰۰۷ - شرکت پرداخت اول کیش (جیرینگ)
- پیش‌شماره ۹۰۰۰ - شرکت آسیاتک